# Lijst van voetbalinterlands Servië - Zuid-Afrika
Deze lijst van voetbalinterlands is een overzicht van alle officiële voetbalwedstrijden tussen de nationale teams van Servië en Zuid-Afrika. De landen speelden tot op heden een keer tegen elkaar. Dat was een vriendschappelijke wedstrijd op 12 augustus 2009 in Atteridgeville.

## Wedstrijden
| № | Plaats         | Datum            | Competitie        | Wedstrijd            | Uitslag |
| - | -------------- | ---------------- | ----------------- | -------------------- | ------- |
| 1 | Atteridgeville | 12 augustus 2009 | Vriendschappelijk | Zuid-Afrika – Servië | 1 – 3   |

## Samenvatting
| Competitie        | Totaal gespeeld | Winst Servië | Gelijk | Winst Zuid-Afrika | Doelsaldo Servië – Zuid-Afrika |
| ----------------- | --------------- | ------------ | ------ | ----------------- | ------------------------------ |
| Vriendschappelijk | 1               | 1            | 0      | 0                 | 3 − 1                          |
| Totaal            | 1               | 1            | 0      | 0                 | 3 − 1                          |

## Details

### Eerste ontmoeting
De eerste en tot op heden enige ontmoeting tussen de nationale voetbalploegen van Servië en Zuid-Afrika vond plaats op 12 augustus 2009. Het vriendschappelijke duel, bijgewoond door 3.500 toeschouwers, werd gespeeld in het Super Stadium in Atteridgeville en stond onder leiding van scheidsrechter Eddy Maillet uit de Seychellen. Bij Servië maakten twee spelers hun debuut voor de nationale ploeg: Radosav Petrović (Partizan Belgrado) en Marko Milinković (MFK Košice).
| Vriendschappelijk (Atteridgeville, Zuid-Afrika, 12 augustus 2009): |              | |
| Zuid-Afrika | 1 – 3        | Servië |
| Katlego Mphela 90' | goals        | 56' Zoran Tošić 68' Danko Lazović 77' Zoran Tošić |
| Joel Santana | bondscoach   | Radomir Antić |
| Itumeleng Khune 46' Peter Masilela 59' Siboniso Gaxa Matthew Booth Aaron Mokoena 46' Macbeth Sibaya Steven Pienaar 46' Teko Modise Kagisho Dikgacoi 82' Elrio van Heerden 74' Katlego Mphela | opstellingen | Vladimir Stojković 88' Ivan Obradović Aleksandar Luković Neven Subotić Branislav Ivanović 83' Miloš Ninković 74' Radosav Petrović 46' Miloš Krasić 46' Gojko Kačar Nikola Žigić 46' Milan Jovanović |
| Bongani Khumalo 46' Katlego Mashego 46' Rowen Fernandez 46' Lucas Thwala 59' Richard Henyekane 74' Benson Mhlongo 82'                                                                        | wissels      | 46' Zoran Tošić 46' Zdravko Kuzmanović 46' Danko Lazović 74' Antonio Rukavina 83' Marko Milinković 88' Nenad Tomović                                                                                |

FSS · A-internationals · Bondscoaches · Statistieken · Servisch vrouwenelftal · Olympisch elftal · Servië U21 · Servië U20 · Servië U19 · Servië U17 · Servië en Montenegro U19 · Servië en Montenegro U17
2003 – 2006** · 
2006 – 2009 · 
2010 – 2019 ·
2020 − 2029
EK 2008 · 
EK 2012 · 
EK 2016 ·
EK 2020
WK 2006** · 
WK 2010 · 
WK 2014 · 
WK 2018 ·
WK 2022
OS 2004** · 
OS 2008 · 
OS 2012 ·
OS 2016 ·
OS 2020
2006 · 
2007 · 
2008 · 
2009 · 
2010 · 
2011 · 
2012 · 
2013 · 
2014 · 
2015 · 
2016 ·
2017 ·
2018 ·
2019 ·
2020 ·
2021 ·
2022
Albanië ·
Algerije ·
Andorra ·
Armenië ·
Australië ·
Azerbeidzjan ·
Bahrein ·
België ·
Bolivia ·
Brazilië ·
Bulgarije ·
Chili ·
China ·
Colombia ·
Costa Rica ·
Cyprus ·
Denemarken ·
Dominicaanse Republiek ·
Duitsland ·
Engeland ·
Estland ·
Faeröer ·
Finland ·
Frankrijk ·
Georgië ·
Ghana ·
Griekenland ·
Honduras ·
Hongarije ·
Ierland ·
Israël ·
Italië ·
Jamaica ·
Japan ·
Jordanië ·
Kameroen ·
Kazachstan ·
Kroatië · 
Litouwen ·
Luxemburg ·
Marokko ·
Mexico ·
Moldavië ·
Montenegro ·
Nieuw-Zeeland ·
Nigeria ·
Noord-Ierland ·
Noord-Macedonië ·
Noorwegen ·
Oekraïne ·
Oostenrijk ·
Panama ·
Paraguay ·
Polen ·
Portugal ·
Qatar ·
Roemenië ·
Rusland ·
Schotland ·
Slovenië ·
Spanje ·
Tsjechië ·
Turkije ·
Verenigde Staten ·
Wales ·
Zuid-Afrika ·
Zuid-Korea ·
Zweden ·
Zwitserland
Brazilië (2018) · 
Costa Rica (2018) · 
Duitsland (2010) · 
Ghana (2010) · 
Kameroen (2022) · 
Zwitserland (2018)
** = Onder de naam Servië en Montenegro
SAFA · A-internationals · Bondscoaches · Selecties · Statistieken · Zuid-Afrikaans vrouwenelftal · Olympisch elftal · Zuid-Afrika U21 · Zuid-Afrika U19 · Zuid-Afrika U17
1906 – 1919 ·
1920 – 1929 ·
1930 – 1939 ·
1940 – 1949 · 
1950 – 1959 · 
1960 – 1969 · 
1970 – 1979 · 
1980 – 1989 · 
1990 – 1999 · 
2000 – 2009 · 
2010 – 2019 ·
2020 − 2029
AC 1996 · 
AC 1998 · 
AC 2000 · 
AC 2002 · 
AC 2004 · 
AC 2006 · 
AC 2008 · 
AC 2013
WK 1998 · 
WK 2002 · 
WK 2010
OS 2000 ·
OS 2016 ·
OS 2020
1947 · 
1948–1949 · 
1950 · 
1951-1952 ·
1953 · 
1954 · 
1955 · 
1956–1991 · 
1992 · 
1993 · 
1994 · 
1995 · 
1996 · 
1997 · 
1998 · 
1999 · 
2000 · 
2001 · 
2002 · 
2003 · 
2004 · 
2005 · 
2006 · 
2007 · 
2008 · 
2009 · 
2010 · 
2011 · 
2012 · 
2013 · 
2014 · 
2015 · 
2016 ·
2017 ·
2018 ·
2019 ·
2020 ·
2021 ·
2022 ·
2023 ·
2024
Algerije ·
Andorra ·
Angola ·
Argentinië ·
Australië ·
Benin ·
Bolivia ·
Botswana ·
Brazilië ·
Bulgarije ·
Burkina Faso ·
Burundi ·
Canada ·
Centraal-Afrikaanse Republiek ·
Chili ·
Colombia ·
Comoren ·
Congo-Brazzaville ·
Congo-Kinshasa ·
Costa Rica ·
Denemarken ·
Duitsland ·
Ecuador ·
Egypte ·
Engeland ·
Equatoriaal-Guinea ·
Ethiopië ·
Frankrijk ·
Gabon ·
Gambia ·
Georgië ·
Ghana ·
Guatemala ·
Guinee ·
Guinee-Bissau ·
Honduras ·
Ierland ·
IJsland ·
Irak ·
Israël ·
Italië ·
Ivoorkust ·
Jamaica ·
Japan ·
Kaapverdië ·
Kameroen ·
Kenia ·
Lesotho ·
Liberia ·
Libië ·
Madagaskar ·
Malawi ·
Mali ·
Malta ·
Marokko ·
Mauritanië ·
Mauritius ·
Mexico ·
Mozambique ·
Namibië ·
Nederland ·
Nieuw-Zeeland ·
Niger ·
Nigeria ·
Noord-Korea ·
Noorwegen ·
Oeganda ·
Panama ·
Paraguay ·
Polen ·
Portugal ·
Rwanda ·
Saoedi-Arabië ·
Sao Tomé en Principe ·
Schotland ·
Senegal ·
Servië ·
Seychellen ·
Sierra Leone ·
Slovenië ·
Soedan ·
Spanje ·
Swaziland ·
Tanzania ·
Thailand ·
Trinidad en Tobago ·
Tsjaad ·
Tsjechië ·
Tunesië ·
Turkije ·
Uruguay ·
Verenigde Arabische Emiraten ·
Verenigde Staten ·
Zambia ·
Zimbabwe ·
Zuid-Soedan ·
Zweden
Frankrijk (2010) ·
Mexico (2010) ·
Paraguay (2002) · 
Slovenië (2002) · 
Spanje (2002) · 
Uruguay (2010)